# История Кузнецка

## Древнее время
Находки каменных орудий в Кузнецком уезде в эпоху мамонта и сибирского носорога говорят о том, что местность уже была обитаема человеком.

К северу от села Никольское, что в шести километрах от Кузнецка, найдены памятники археологии – два селища 2-го тысячелетия до нашей эры и 13–14 веков. В 1926 году археологическая экспедиция под руководством саратовского археолога П.С. Рыкова обследовала их (нижний слой относится к сарматской срубной культуре эпохи бронзы, верхний – золотоордынский, керамика, монеты). Находки пензенских и саратовских краеведов в Кузнецком районе древних селищ и городищ и присутствие множества курганов, исходя из курганной гипотезы, позволяет отнести их к Самарской культуре.

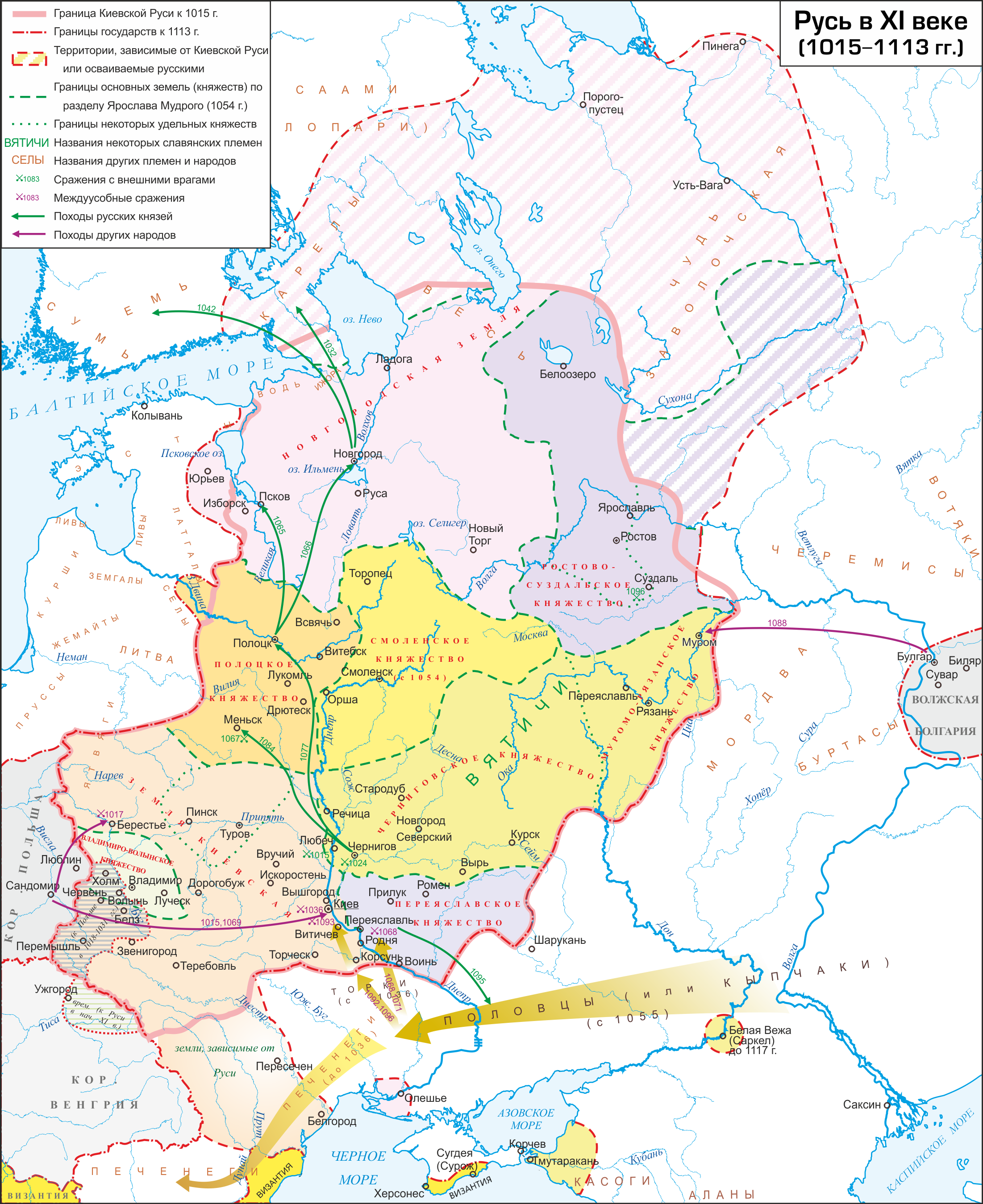
Киевская Русь в 1015-1113 гг.

В V веке до нашей эры Геродот после своих путешествий территорию Поволжья представил как одну из частей области расселения группы народов, объединённых под названием скифов и сарматов. Древние греки назвали страну Скифией, входившей уже к IV веку нашей эры в империю гуннов. Также в числе живших народов Среднего Поволжья он назвал и тиссагетов, предков мордвы, носителей городецкой культуры, памятники которой встречаются на территории Кузнецкого района.
Не позднее 450 года нашей эры на территории современной Пензенской области уже присутствовали аланы,, которые формируют союз с мокшанами в Поволжье, известные впоследствии под именем буртасы.
До своего появления на территории Среднего Поволжья они жили в северных районах современного Ирана. Но в середине VII века из-за угрозы обращения в ислам вынуждены были мигрировать в удаленные от арабов области с тем, чтобы сохранить свою древнюю брахманскую веру. В итоге свой выбор они остановили на глухих мордовских лесах вдоль трёх больших рек Цна, Мокша и Сура.
С середины VII века территория современного Кузнецкого края входит в состав страны, называемой арабскими ориенталистами Буртас, а русскими летописями – Наручадской страной, с крупными городами Буртас и Мокша (Мохши), на месте которой ныне находится районный центр Наровчат.
Ибн-Даста, рукопись которого была найдена в Британском музее в 1866 году, в 30-х годах Х столетия писал: «Болгар граничит со страной Буртас. Между Буртасом и Болгарами расстояние трёх дней пути. Земля Буртас лежит между Хазарской и Болгарской на расстоянии 15-дневного пути от первой. Страна Буртас как в ширину, так и в длину простирается на 17 дней пути...».
Холм Мары – один из градообразующих факторов в плане застройки города, не менее древний, чем река Труёв. Издавна западный склон холма использовался для получения местным населением бутового камня, при добыче которого часто находили куски кольчуг, мечей, ножей и другого оружия и доспехов. О народах, населявших кузнецкие земли, говорит топонимика имён собственных. Этимология слова «Труёв» происходит от древнетюркского «тура» – «крепость», дополненного мокша-мордовским термином «ёв» – «воды, река». Гипотезу подтверждает наличие Труёвского городища буртасов в районе села «Русское Труёво» в устье реки.
«Мары» с мордовского языка переводится как «могильник», а корень «мар» — куча, бугор, могильный холм, отдельная вершина, курган. Так как древние мокшане исповедовали одну из форм зороастризма, то своих покойников зороастрийцы не закапывали в землю и не сжигали. Отсюда следует, что Мары использовались буртасами, которые были брахманской веры, для сжигания или захоронения тел. На вершине холма находилась искусственная насыпь, выделявшаяся почти идеальной плоской поверхностью и правильной формой сторон, которая легла в 1975 году в основание памятника Славы и площадки с Вечным огнём.
Ещё курганные группы искусственного происхождения были обнаружены в 50 метрах слева от дороги из села Верхнее Аблязово на Благодатку. Всего отмечено три кургана высотой около двух метров каждый на расстоянии 50 метров один от другого, как и курганные группы в пяти километрах к северу от посёлка Евлашево и неподалёку от Кузнецка.
С конца VII века Буртас находится под властью Хазарского каганата вплоть до его падения. 
С X века восточная окраина Буртас граничила с Волжской Булгарией, которой перешла доминирующая роль после уничтожения Хазарского каганата. А кузнецкий регион стал пограничной зоной двух государств.

## Высокое и позднее Средневековье
После разгрома Булгарии, весной и летом 1237 года, войска во главе с Батыем, Ордой, Берке, Гуюком, Каданом, Бури и Кульканом вторглись в земли буртасов и мордвы. С середины XIII века страна Булгар, и кузнецкий край в частности, являются частью правого крыла Золотой Орды. Кузнецкая область входит в состав улуса Сартака, внука Чингизхана, старшего сына Бату, с центром в Укеке.
Много джучидских монет в августе 1914 года нашли крестьяне при распашке поля, примыкавшего к землям села Бестянка. Всё серебро клада весило больше четырех фунтов. А в 1926 году археологическая экспедиция под руководством саратовского археолога П.С. Рыкова при обследовании селищ у села Никольское обнаружила клад из 1136 золотоордынских монет, что говорит о существовании поселения, подчинённому Золотой Орде. После распада Золотой Орды территория по реке Труёв отошла образованному Казанскому ханству.
После взятия Казани в 1552 году Иваном Грозным Казанское ханство было ликвидировано, а Среднее Поволжье вошло в состав Руси. Но эта территория только формально принадлежала Руси, на деле в восточной части Поволжья не было ни мощных крепостей, ни войск. Именно поэтому восток Среднего Поволжья не был обитаем по причине вторжения Тамерлана и постоянных набегов ногайских татар вплоть до середины XVII века. Из русских людей сюда продолжали идти сюда лишь те, кого привлекала вольная жизнь казачества и безнаказанность грабежей и разбоев по рекам.
Вновь вокруг Маров люди стали селиться после подавления войск Степана Разина в 1671 году, и поселенцами были беглые крестьяне и разбойники.
Одновременно со строительством Сызрани в 1684 году началось сооружение укреплений новой оборонительной линии Сызранской засечной черты для защиты Пензенской и Симбирской губернии от набегов полудиких кочевников (ногайских, крымских татар, калмыков). Она захватила северные части Кузнецкого и Хвалынского уездов. С окончанием строительства Сызранской засечной черты усиленно продолжалось заселение и освоение пространства между Сызранью, Пензой и Симбирской укреплённой чертой.

## В период самодержавия

### XVII век
После воцарения Петра I Нарышкины стали его фаворитами. Им были дарованы  привилегии, титулы и крупные земельные угодья, в том числе и Василию Фёдоровичу Нарышкину, двоюродному брату матери Петра Натальи Кирилловны, который в 1691 году получил земли по реке Труёв. В 1697 году в 121 км к востоку от Пензы в уже существующей маленькой деревне Труёво в составе Саранского уезда он поступился частью принадлежавшей ему земли в пользу новопостроенной Воскресенской церкви.  Как населённый пункт село впервые упоминается в 1697 году в связи с постройкой церкви, которая была открыта 7 февраля 1699 года.

### XVIII век
В 1710 году село значится как бывшая вотчина Нарышкиных, с 1720 – вотчина бывшего стольника Григория Фёдоровича Грибоедова и числится уже в Пензенском уезде.
В 1709 основной контингент села Воскресенского, Торуево тож, Узинского стана Пензенского уезда составляли русские ясачные крестьяне. Их перевели в село, вероятно, для производства строительных и земляных работ по укреплению симбирско-пензенской и петровской оборонительных линий, что доказывает более чем двойной численный перевес душ мужского пола против женского, который стал выравниваться лишь к 1718 году.
По переписным книгам в 1709 году в селе насчитывалось 217 дворов ясачных  крестьян, в 1717—1718 годах в селе Нарышкино – 185 дворов ясачных крестьян и 103 двора пришлых людей. Село располагалось на одной улице, названной Большой (современная Рабочая), вдоль левого берега реки, повторяя речные изгибы и начинаясь от Маров.
В 1719 году помещики окрестных сёл пишут жалобу царю Петру I, что в селе Воскресенском, Торуево тож, «набралось народу всякого с 5 тысяч и занимаются все большей частью грабежами». Ещё одни жалобы поступают уже в 1727-1728 годах, говоря о ворах и разбойниках, находящих себе пристанище у села Нарышкино, разоряющих многие сёла и деревни и уводящих скот.
С 1732 года Нарышкино – дворцовое село, в которое переселено несколько тысяч дворцовых крестьян из промысловых сёл центральных губерний. Кроме того, через Кузнецк прошёл торговый тракт в Хвалынск. Эти факты и природно-географические условия способствовали бурному развитию ремёсел: кожевенного, сапожного, шорного, хомутного, кузнечного и других. 
В 1748 году в селе действовала таможня и при ней колодная изба.
В 1774–75 годах в окрестностях Труёва и селе активно действовали пугачёвские отряды, которые судили и вешали помещиков на холме Мары, у подножия которого их и хоронили. После подавления восстания царскими войсками на Марах казнили уже самих пугачёвцев.

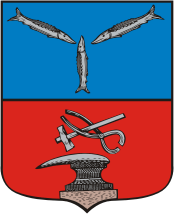
Герб Кузнецка (1781)

В 1775 году в ответ на Крестьянскую войну последовала губернская реформа Екатерины II, по которой осуществлялось разукрупнение губерний, и их стало 50 вместо 20. Кроме этого, так как центров уездов было недостаточно, были переименованы в города многие крупные сельские поселения, в том числе и село Нарышкино. Ведь к 1780 году население села составляло 2271 человек, в то время, как в Саратове проживало 4309 человек, Царицыне – 938, Петровске – 293, Балашове – 58, Хвалынске  – 977, Сердобске  – 1791. 11 января 1780 года указ императрицы предписывал разделить Саратовскую губернию на десять городов с уездами, открыв по сему случаю вновь шесть городов. И 7 ноября 1780 года вышел второй указ Екатерины II, утвердивший образование Саратовского наместничества, и село Нарышкино было переименовано в уездный город Кузнецк — центр Кузнецкого уезда Саратовского наместничества. С 1780 года начал действовать почтовый тракт Кузнецк —  Петровск.
В связи с переименованием села в Кузнецке стали проходить выборы городского головы. С 1780 по 1812 год эту должность занимали поочерёдно Пётр Кириллов, Андрей Кошкадаев, Ефим Титклеев, Алексей Симбирин, Илья Безруков, Василий Климов, Кирилл Патрикеев.

### XIX век

План Кузнецка 1820 года

В издавшейся в 1804 году третьей части «Словаря географического Российского государства» даётся краткое описание города Кузнецка: 
«Кузнецк – бывшее село Нарышкино… Против города, по правому берегу реки Труёва, на север простираются горы, покрытые мелким лесом, а с левой стороны скатистые поля, прерывающиеся дубравами. В городе купцов 62, мещан 2200 человек. У тамошних купцов по причине их новости особливых торгов еще не видно…»
 Но ярмарка всё же проводилась ежегодно с конца XVIII века и длилась две недели. В XIX веке обустроилось её постоянное место проведения – Кустарная площадь. Только в 1921 году после трёхлетнего перерыва новым местом ярмарки стала Ново-Никольская площадь, где ранее проходила осенняя Ивановская ярмарка.
Во время Отечественной войны 1812 года и Войне шестой коалиции в составе пензенской дивизии особо отличились кузнечане  И.Е. Ефимов – участник Бородинского сражения, сражения под Лейпцигом, при взятии Парижа и А.А. Андреев – участник сражений под Лейпцигом, Бриеном, Дрезденом, Парижем. Также заслужили боевые награды и Е.Е. Волков, П.А. Корнеев, А.И. Еникеев, П.Н. Озеров,  П.А. Храпов, Н.Л. Воинов.
В 1839 году в городе случился большой пожар, причины которого так и не были выяснены. С 29 мая стали возникать очаги пламени в разных частях города, сначала на задах дома исправника Кострицына, затем в дворовых постройках казначея Ячмирского и дьякона. Ветром огонь стал перекидываться на соседние дома. Утром 30 мая загорелись зады дома Капитанши Белопасовой. 31 мая уездный судья Батарчуков, взяв командование на себя вместо заболевшего городничего, стал вывозить казённое имущество и наличность из присутственных учреждений. 1 июня воспламенилось подворье купца Патрикеева. Огнём была охвачена большая часть города, двух подозреваемых в поджогах толпа швырнула в огонь, и те сгорели заживо. К утру 2 июня благодаря смене направления ветра пламя начало утихать. Огнём были уничтожены старообрядческая часовня, Вознесенская церковь, большой общественный дом, почтовый дом, духовное правление, торговые лавки и более шестисот домов. О пожаре было доложено шефом жандармов графом Бенкендорфом кабинету министров и Николаю I, который повелел провести расследование и доставить в Петербург всех иногородних, не имевших права проживания в Кузнецке, для объяснений.
После пожара многие присутственные здания стали строить из кирпича и камня, с 1842 по 1856 возводится новый кирпичный храм Вознесения Христова.
К 1858 году город имел 1488 деревянных домов, 5 православных церквей, мужской монастырь, 5 мельниц, 123 торговых лавки, 68 заводов (в основном кожевенных), 7 питейных домов, 2 питейные лавочки, 2 гостиницы, пороховой погреб.
После Крестьянской реформы в России 1861 года в Кузнецке, как и во всей России, начал своё развитие капитализм. Стали создаваться небольшие заводы и фабрики на основе кустарных мастерских, появляться общественные школы и больничные заведения.

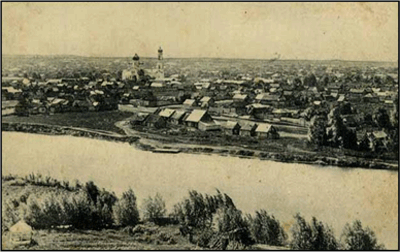
Труёв в конце XIX века

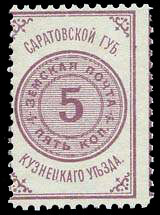
Марка земской почты Кузнецкого уезда

После принятия земской реформы 1864 года выборы в Кузнецком уезде состоялись только в ноябре-декабре 1865 года. В Кузнецкое земское собрание были избраны: 23 человека – от землевладельцев, 17 человек – от сельских обществ, 6 человек – от города; по национальности – 34 русских, 12 татар. Первым председателем Кузнецкой уездной земской управы с 1865 по 1868 год был избран Виктор Осипович Траутель от землевладельцев. Огромное значение на всех собраниях имели вопросы здравоохранения, образования, ремёсел. Большие суммы выделялись на содержание медицинского персонала, медицинских сельских пунктов и лечебниц, начальных школ и приходских училищ, Верхнее-Аблязовской ремесленной школы.
В 1869 году открыта земская почта Кузнецкого уезда. Корреспонденция отправлялась из уездного центра города Кузнецка в волости уезда. С 1 января 1880 года введены земские почтовые марки в 5 копеек.

Первое здание вокзала

В 1874 году через Кузнецк прошла Моршанско-Сызранская железная дорога, которая была включена в 1890 году в состав Сызрано-Вяземской. А первый пассажирский поезд пришёл из Моршанска во второй половине дня 12 октября 1874 года, 13 октября – первый товарный состав на Сызрань. Станция Кузнецк имела небольшое деревянное здание вокзала, о котором в 1904 году писал П.А. Столыпин: «Вокзал тесен, гадок… Железнодорожное начальство не хотело было допустить декорировать станцию, но она тут так грязна и неприветлива, что я приказал построить павильоны». В период первой мировой войны было начато строительство каменного здания, которое существует до сих пор с 1913 года.
К концу XIX века в Кузнецке проживали 17 тысяч человек, насчитывались 63 кожевни, 30 овчинных и верёвочно-шпагатных, 6 маслобойных, одно чугунолитейное и другие заведения, в которых работали 530 рабочих. Действовали 7 церквей, 3 часовни, 1 мечеть, около десятка кабаков. В 1878 году построена земская больница.
В 1885 открыта типография Н.Б. Беренштейн, в 1890 – Н.Н. Аблова. В 1886 в городе было уже 4 мужских и 2 женских училища. В 1898 году открыт драматический театр.

### Начало XX века

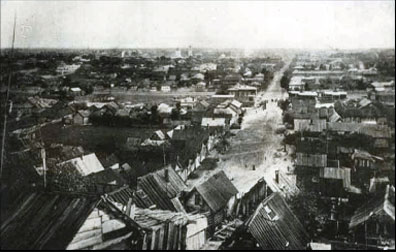
Кузнецк в начале XX века

Кузнецкое Алексеевское реальное училище (ныне гимназия №1)

В начале XX века в Кузнецке особый акцент ставился на городское образование.
Летом 1901 года был поднят вопрос об учреждении за счёт казны кузнецкого реального училища, то есть с уклоном на точные науки и естествознание. Была отправлена делегация в Казань к попечителю учебного округа, в который входил Кузнецк. На рассмотрение ходатайства в министерстве, разработку архитектурного проекта здания училища в Казанском учебном округе, составление сметы, строительство, проверку этой сметы в Саратовской губернской Контрольной палате ушло более двух лет. В ноябре 1903 года Государственный Совет принял решение открыть Кузнецкое реальное училище с 1 июля 1904 года, а 19 января 1904 года его утвердил император. 13 ноября 1904 года училище стало именоваться  Кузнецким Алексеевским реальным училищем в честь императорского наследника Алексея. Собственное здание училища, в котором теперь располагается МБОУ гимназия №1, было достроено ко 2 сентября 1909 года. Талантливые учителя В.А. Докучаев (директор), И.В. Клестов, М.И. Баташев, М.В. Плотников, Ф.И. Тамарин, К.В. Всеволожский многое сделали для развития училища и города.
В 1903 году открыта женская прогимназия (сейчас в здании медицинский колледж), а в 1907 прогимназия стала полной гимназией с семиклассным составом.
К 1914 году в городе функционировали реальное училище, женская гимназия, городское 4-классное училище, низшая ремесленная школа, железнодорожное начальное училище, 7 начальных мужских, 5 женских училищ и 6 церковно-приходских школ, частная библиотека, бесплатная библиотека-читальня, земская библиотека (открыта в 1897 году). В период с 1910 по 1915 год было построено 69 училищ, из них 12 – в городе, 57 – в уезде.
Развитие образовательных структур шло благодаря Кузнецкому уездному Земскому собранию и земской управе. Именно земство заложило материальную базу всеобщей грамотности, которую с успехом использовали в советский период.
Земство контролировало 13 трактов. С 1903 по 1912 год было построено 49 мостов, из них 36 – деревянных и 13 – железобетонных. Мосты через овраг в центре города служат и по настоящее время. В 1913 году в Кузнецке и уезде было 52 версты мощёных дорог.
29 мая 1908 года в Кузнецке заработала телефонная станция на тридцать три абонента. В 1914 году было 93 городских телефона и 53 — сельских. К концу 1917 года их уже было 184 — в городе и 103 — в уезде.
В 1911 году Кузнецкая земская управа учредила две стипендии на обучение детей крестьян. С 1915 года во время Первой мировой войны стали формироваться ученические трудовые бригады из учеников реального училища, начальной и ремесленной школ и женской гимназии. Дружины работали в Ульяновке, Шелемисе, Ржавке, Кармановке, Траханиотове, Каменке, Сухановке, Дубровке, Комаровке и других сёлах. Они помогли 177 солдатским семьям убрать урожай с площади более 250 десятин озимого и ярового хлеба.
В 1913 году училищно-воспитательный совет добился решения о закрытии публичного дома в Кузнецке потому, как сказано в докладе В.В. Трирогова, что «..продажа тела унижает женщину и подрывает патриархальные устои городского общества».
Для войны с Германией в конце 1915 года был сформирован 408-й пехотный Кузнецкий полк (командир полковник Ф.В. Идзиковский).

## Советский период

### Революционное движение и гражданская война
К началу XX века Кузнецк развивался как центр кустарной и ремесленной промышленности Саратовской губернии. В 1904 году в городе уже насчитывалось 1488 кустарных и ремесленных хозяйств с числом работающих 7773 человека, однако из них наёмными были лишь 887. Как правило, вся семья работала на своем производстве.
Основными причинами, исключающими возможность концентрации производства и промышленного пролетариата, явились отсутствие крупных денежных средств у предпринимателей и ограниченная ёмкость рынка и, как следствие, трудности сбыта продукции. В Кузнецке складывалась ситуация революционного взрыва.
После расстрела в Санкт-Петербурге демонстрации рабочих в 1905 году, Кузнецкая группа Российской социал-демократической рабочей партии, образованная на основе кружка разночинной интеллигенции под руководством инспектора народных училищ Ф.С. Формаковского будущим членом II Государственной Думы В.А. Анисимовым, выпустила листовки и прокламации, в которых содержался призыв к захвату помещичьих земель, к единению городских и деревенских пролетариев в борьбе за освобождение народа. Началось брожение масс, многие крестьяне громили и жгли поместья богачей, делили и запахивали их земли. Неоднократно проходили политические демонстрации, вооруженные столкновения с полицией. В начале 1907 года Кузнецкая организация РСДРП насчитывала 23 человека. В конце 1907 года по информации внедрённого агента Шляпникова Кузнецкая организация РСДРП была ликвидирована царским охранным отделением. Члены группы РСДРП были арестованы и содержались в городской тюрьме.
Известным революционером, выросшем в Кузнецке, был Василий Захарович Никишкин (1880—1905), который служил кочегаром на броненосце «Потёмкин». Во время матросского бунта был избран заместителем председателя судовой комиссии. Погиб 23 июня 1905 года при попытке захватить в порту Феодосии английскую шхуну с углём.
До 1917 года революционное движение прекратилось. Пришедшая 2 марта 1917 года правительственная телеграмма об отречении государя от престола повергла в смятение городские власти. В городе возникли беспорядки. На Соборную площадь спешили из казарм солдаты 147-го и 148-го запасных пехотных полков. Полиция и суд были разогнаны, исправник убит, спиртовой склад разграблен и подожжён. Собранное 4 марта 1917 года городским головой Г.А. Башкировым совещание закончилось созданием исполнительного комитета народной власти. Руководящую роль играли партия эсеров и партия народной свободы.
В Кузнецке впервые стала издаваться газета «Известия Кузнецкого комитета народной власти». По всему городу организовывались рабочие профсоюзы, которые были настроены революционно. Эти настроения выразились в создании единого Совета рабочих и солдатских депутатов. Поэтому в Кузнецке, как и в других уездных и губернских центрах России, установилось двоевластие: с одной стороны — исполнительный комитет, орган буржуазии, а с другой — Совет рабочих и солдатских депутатов, орган революционно-демократической диктатуры рабочих и крестьян. В городе нарастала политическая неразбериха.
В уезде участились поджоги, грабежи, разорялись именитые помещичьи усадьбы, гибла старинная архитектура построек в селах План (дворец графа Воронцова, покорителя Кавказа), Н. Кряжим (имение княгини С.П. Галициной), Посёлки (имение графини С.Л. Шуваловой). Громились крупные промышленные предприятия: суконные фабрики Верхозима, Литвина, Асеевки.
25 октября 1917 года телеграф станции Кузнецк принёс весть о победе в Петрограде вооруженного восстания рабочих, солдат и матросов. 28 января 1918 года большевики созвали расширенное заседание Совета рабочих и солдатских депутатов, проходившее в реальном училище.
Весной 1918 года стали проходить многочисленные народные митинги. 8 марта участники митинга захватили оружейный склад, а затем арестовали часть членов Исполнительного комитета. К вечеру того же дня вооруженное выступление кузнечан было подавлено прибывшим из Сызрани отрядом красногвардейцев.
4 апреля 1918 года в доме врача Т.И. Шакина (здание городского краеведческого музея) состоялось организационное собрание коммунистов города, на котором был избран исполнительный комитет из трех человек и приняты устав и программа большевистской партии. Большевики приступили к проведению в жизнь декретов Советской власти.
В ответ в городе начались открытые выступления против мероприятий местных органов власти. Атмосфера с каждым днём накалялась. Собственных революционных сил для установления порядка в городе и уезде не хватало. Кузнецкие большевики, учитывая опасность сложившейся обстановки, вынуждены были обратиться в Хвалынский Совет рабочих и крестьянских депутатов с просьбой помочь в наведении революционного порядка в городе.
29 апреля 1918 года из Хвалынска в Кузнецк пешим строем прибыл красногвардейский отряд под командованием Пудовочкина, Кузина и комиссара Китаева для наведения в городе «революционного» порядка. По прибытии вместо порядка начались насилия, мародерство, грабежи. Собирали не контрибуцию с местной буржуазии, а грабили всех, кто попадал под руку. Девушки и молодые женщины прятались по подвалам и огородам; дома купцов и зажиточных кустарей подверглись разграблению, а жители их — издевательствам и избиению.
К концу недели безудержного бандитизма чаша терпения народа переполнилась. На рассвете 5 мая церковный колокол Покровского Собора возвестил о начале мести горожан. Избиение красногвардейцев было ужасное и кровавое, многих положили прямо в постелях, в помещениях, казармах. Десятки бросившихся спасаться к вокзалу скосили пулемётным огнём. В итоге было убито более двухсот человек. Командира Пудовочкина отправили в Сызрань, где он предстал перед трибуналом. В Кузнецке воцарилось безвластие на неделю.
12 мая из Сызрани прибыл отряд железнодорожников под командованием кузнецкого коммуниста Агафонова и чехословацкий революционный отряд из Пензы. Власть в городе перешла в руки Военно-революционного комитета.
Но 29 мая под ударами восставших белочехов, поддерживаемых США , пала Пенза. А 31 мая белочехи заняли Кузнецк. Пополнив продовольственные запасы, мятежный эшелон через 3 дня покинул город и выехал в Сызрань. 
Мятеж белочехов послужил сигналом для враждебных выступлений в Саратовской губернии. Исполком отдал распоряжение об эвакуации из города советских учреждений. Белогвардейцы, используя создавшуюся обстановку, подняли в городе восстание, руководил которым эсер Глухов.
Через два дня после начала мятежа из Пензы прибыли два броневика, а к вечеру — батальон красногвардейцев под командованием А.М. Кузнецова и орловский полк с двумя трехдюймовыми орудиями под командованием сибиряка Янова. Утром в Дуванном овраге развернулись бои. Под ударами красноармейских отрядов мятежники начали отступать и сдаваться в плен. Остатки белогвардейцев бежали на Сызрань.
Глуховское восстание было последним серьёзным вооруженным конфликтом гражданской войны в Кузнецке. Окончательная победа Советской власти в Кузнецком уезде была закреплена на V очередном съезде Советов рабочих и крестьянских депутатов, состоявшемся 15-17 сентября 1918 года.

### 1918—1990 годы
В октябре 1918 года началась национализация крупных промышленных предприятий города и уезда.
В ноябре 1918 года в Кузнецке была создана комсомольская организация. Её возглавили Михаил Предтеченский и Павел Катков. Первая комсомольская ячейка появилась на заводе «Возрождение» («Кузтекстильмаш»).
11 сентября 1919 года с агитпоездом «Октябрьская революция» в Кузнецк приехал председатель Всероссийского центрального исполнительного комитета (ВЦИК) М. И. Калинин. «Всероссийский староста» выступил на общегородском митинге на площади Карла Маркса с речью о текущем моменте и обратился с призывом к трудящимся «работать напряжённее, давать стране больше хлеба, обмундирования, снаряжения».
14 августа 1921 года М. И. Калинин вновь посетил Кузнецк. Он выступил на партийно-хозяйственном активе в клубе железнодорожников, сообщил, что скоро для Саратовской губернии поступят 300 вагонов отсортированной семенной ржи (Кузнецкий уезд получил 153 тысячи пудов).
Новая экономическая политика — НЭП, провозглашённая X съездом РКП(б) в 1921 году, дошла до Кузнецка летом 1922 года: в городе оживилась торговля, на базаре появились в достатке товары повседневного спроса.
В мае 1923 года в Кузнецке был создан первый пионерский отряд, объединивший более двадцати детей. Организаторами и первыми руководителями отряда были комсомольцы Гусев и Кустов.
Постепенно жизнь кузнечан налаживалась. Об этом свидетельствовали статистические данные за шесть месяцев 1924 года. Производство промышленной продукции достигло 69 процентов довоенного уровня, заработная плата возросла на 25 процентов и достигла 74 процентов довоенного уровня.
К 1925 году вместо многочисленных мелких предприятий в городе работали 14 крупных: кожзавод, овчинно-шубный и механический заводы, канатно-верёвочная и швейная фабрики и другие.
В 1925 году был приобретён громкоговоритель для установки в клубе. Это была первая радиоточка в Кузнецке, а спустя три года начал работать городской радиоузел.
С 1928 года Кузнецк — центр Кузнецкого района и одновременно Кузнецкого округа Средне-Волжской области.
В 1929—1930 годах были введены в эксплуатацию кожевенное предприятие и хлебозавод, новые цеха завода «Возрождение» и канатной фабрики. В городе развёртывалось могучее средство организации инициативы масс — социалистическое соревнование. Большая масса мастеровых людей была объединена в артели местной промышленности: «Молот», «Химпром», «12-й Октябрь», «Борец за качество», «Красный швейник», «Пекарь», артель слепых «Искра», «Валяльщик», «Стахановец» и другие.
22 января 1930 года Кузнецким окружкомом ВКП(б) принято закрыть шесть церквей и снять со всех колокола. Решено оставить только Казанскую церковь для стариков. Пять церквей (Покровский собор; церкви: Троицкая, Никольская, Никольская старообрядческая, Илии Пророка), кроме Вознесенской, были полностью разобраны на строительные материалы.
Были переименованы многие улицы:
- Новопокровская — Кирова;
- Верхне-Покровская — Калинина;
- Дворянская — Ленина;
- Большая — Рабочая;
- Большая кожевенная — Орджоникидзе;
- Малая кожевенная — Заводская[30].

Маломощная электростанция-«нефтянка», работавшая с 1922 года на площади имени Карла Маркса (Соборная), не могла удовлетворить всевозрастающие потребности Кузнецка в электроэнергии. И в сентябре 1933 года вступила в строй теплоэлектростанция мощностью 2000 киловатт.
В 1934 году началось масштабное строительство обувной фабрики. Строительная площадка основных, культурно-бытовых помещений и подсобных производств занимала 27 гектаров. Уже весной 1937 года первые два швейно-пошивочных потока выпускали мужскую, мальчиковую хромовую обувь и женские комбинированные туфли. Ввод производственных мощностей возрастал с каждым месяцем. Город превращался в район лёгкой индустрии.
В 1938 году полотно железной дороги, проходящей через Кузнецк, было расширено. Был проложен второй железнодорожный путь. В следующем году на городских улицах появились первые автобусы.
Указом Президиума Верховного совета СССР от 8 февраля 1939 года Кузнецк был выделен в самостоятельную административную единицу в составе вновь образованной Пензенской области. Состоявшиеся 24 декабря 1939 года выборы в городской Совет выдвинули в его состав 103 депутата — лучших представителей рабочих, служащих, народной интеллигенции.
Кузнецк в 1940 году превратился в крупнейший промышленный центр области, где 15 госпредприятий выпускали продукции на более чем 64 миллиона рублей. Ввод новых мощностей требовал дополнительного набора и подготовки квалифицированных кадров. В 1940 году в городе были организованы три фабрично-городские школы.
Город внёс свой вклад в общее достижение победы в Великой Отечественной войне 1941—1945 г. 12 тысяч солдат и сержантов, более тысячи офицеров из Кузнецка сражались с врагом. Всего за годы войны боевые ордена и медали за ратные подвиги получили более 4500 воинов-кузнечан. Шесть кузнечан стали Героями Советского Союза. В городе были сформированы 354-я стрелковая дивизия, 76-й полевой укрепленный район, 10-я армия генерал-лейтенанта Ф. И. Голикова. В годы войны в городе стояла лётная часть, где шло переобучение лётчиков, работали авиационные мастерские, были развёрнуты четыре эвакогоспиталя. Предприятия города поставляли фронту одежду, обувь, боеприпасы, оружие и военное снаряжение.
В годы войны в Кузнецк были эвакуированы машиностроительные предприятия, на базе которых в первые послевоенные годы и развивалась промышленность города:
- завод текстильного машиностроения из Орла (Кузтекстильмаш);
- механический завод № 462 «Молот» из Болшево Московской области (Кузполимермаш);
- цеха военного завода № 34 из Московской области (Кузполимермаш).

12 тысяч кузнечан ушли на фронт, а оставшиеся без устали трудились для победы на заводах и фабриках, собирали посылки для фронта, заготавливали продукты, дрова. Имя Кузнецка звучало по всесоюзному радио, в центральных газетах. Каждый сотый воин Великой Отечественной был одет в сшитую кузнечанами шинель, каждый двадцатый — в кузнецкие сапоги. Движение двухсотников стало обычным явлением на всех кузнецких предприятиях (то есть выполнение нормы на 200 %).
В начале 1944 года в городе развернулось движение за сбор средств на постройку боевого самолёта. Построенный на деньги кузнечан истребитель ЯК-3 под названием «Кузнецкий городской комсомолец» вручили в октябре 1944 года майору Суле Фомичу Нокелайнену, лучшему лётчику части, который и доставил его на Западный фронт. Самолёт «Кузнецкий районный комсомолец» вручили молодому лётчику запасного авиаполка Алексею Молчанову.
В годы Великой Отечественной войны погибли в боях жителей города — 1413, умерли от ран — 353, погибли в плену — 23, пропали без вести — 1543, всего безвозвратных потерь — 3332 человека..
В послевоенное время большими темпами развивается машиностроение: два завода «Кузтекстильмаш» и «Кузполимермаш». Текстильное оборудование, линии для изготовления труб, единственные в стране автоматы для сварки полиэтилена, моноблочные и подземные ёмкости, дефицитное кабельное оборудование — таков неполный перечень продукции.
Конец 50-х годов дал новый импульс промышленно-экономическому и социальному развитию Кузнецка. В строй вступили три мощных завода электронного приборостроения. В городском хозяйстве наступили значительные перемены. Продукция завода приборов и конденсаторов обладала высокой степенью спроса: пусковые конденсаторы, конденсаторы для умножителей напряжения, применяемые в цветном телевидении, помехоподавляющие фильтры. На средства завода построены сотни благоустроенных квартир, Дворец культуры «Юность», зона отдыха, детские сады, поликлиника, магазины, терапевтический корпус горбольницы.
Завод радиоприборов выпускал осциллографы и наземную аппаратуру для слепой посадки самолётов. Также принимал участие в изготовлении посадочного комплекса первого отечественного космического челнока «Буран».
Завод приборов и ферритов производил ферритные сердечники и пластины, имеющие распространение в оборонной (космические аппараты) и гражданской продукции. Почти четверть века развитие города во многом определялось развитием заводов электронного машиностроения.
1 января 1958 года в культурной жизни Кузнецка произошло большое событие — в городе открылся новый двухзальный кинотеатр «Комсомолец». А в ноябре 1958 года начал свою работу Кузнецкий телеретранслятор.
В 1958 году наиболее напряженный участок Пензенского отделения железной дороги Пенза-Кузнецк переведён на тепловую тягу, а с 1 января 1965 года — на электротягу. Через год — в 1966 году — на перрон кузнецкого вокзала пришел первый электропоезд.
В городе в 1955 году было шестнадцать школ. В 1963 году их насчитывалось двадцать три. С 1957 по 1963 год трудящиеся города получили 2122 квартиры. За 1963 год в Кузнецке заасфальтировано 25742 квадратных метра дорог и тротуаров.
С 70-х годов началось подведение природного газа. Для лучшего обеспечения жителей продуктами питания были построены комбинаты: молочный, мясной, хлебный, консервный; появились пивзавод и ликёроводочный, в магазинах города в продаже мебель, одежда, обувь и многие другие товары бытового назначения.
В день тридцатилетия Великой Победы 9 мая 1975 года, на Марах был торжественно открыт мемориальный комплекс — Холм воинской Славы. Работы велись бригадой ленинградских мастеров во главе со скульптором П. А. Талько и архитектором Е. Винлинсбахом.
В 1978 году жилой фонд города составил 640 тысяч квадратных метров. В Кузнецке 37 дошкольных учреждений, одиннадцать средних школ, пять средних специальных учебных заведений, около семидесяти культурно-просветительных учреждений, семьдесят шесть магазинов.
Ежегодно в городе высаживается свыше тридцати тысяч зелёных насаждений, разбиваются новые скверы, асфальтируется до двухсот тысяч квадратных метров дорог, тротуаров и площадей.
В связи со своим 200-летием Кузнецк в 1980 году был награждён орденом «Знак Почёта». Его вручение состоялось 31 октября во Дворце культуры «Юность», а к знамени Кузнецка высокую награду прикрепил член ЦК КПСС, заместитель председателя Совета Министров СССР Леонид Васильевич Смирнов.
В 1987 году в Кузнецке проживали 97 тысяч жителей, в семнадцати школах учились 12 тысяч учащихся, их обучали 602 преподавателя. Здоровье горожан охраняли 330 врачей и 998 фельдшеров и медсестёр. Жилищный фонд города составлял 1300 тысяч квадратных метров. Общая протяжённость улиц и проездов равнялась 183,3 километра, а общая площадь заасфальтированных дорог — 66 квадратных километров. Площадь зелёных насаждений в городе превышала 290 гектаров. В январе 1989 года население города составляло уже 98,8 тысячи человек.
4 марта 1990 года был избран состав Кузнецкого городского Совета народных депутатов XXI созыва, а 27 марта состоялась первая сессия горсовета. После августовских событий 1991 года городская партийная организация и Совет народных депутатов были распущены.

## Современность
20 ноября 1991 года в соответствии с постановлением съезда народных депутатов РСФСР постановлением главы Пензенской областной администрации главой администрации Кузнецка назначается В.В. Костин.
30 января 1994 года состоялись выборы депутатов Кузнецкого городского Собрания представителей первого созыва. Количество депутатов — 9 человек. В октябре 1996 года был принят Устав города.
Объём промышленного производства предприятий в 90-х годах значительно сократился, в 1992 году город сразу потерял 21,5% объема производства продукции, приборостроение — почти треть объёмов. Полным ходом развернулась приватизация. На начало 1999 года из 720 экономических объектов Кузнецка 514 имели частных владельцев, 85 — находились в государственной  собственности, 121 — муниципальной. В результате негосударственный сектор стал доминирующим по занятости и выпуску продукции.
В 90-х годах город захлестнула волна бандитизма и организованной преступности. Этому способствовало удобное расположение города возле федеральных и железных дорог и открытие большого числа тренажёрных залов и секций различных видов боевых искусств, особенно греко-римской борьбы. Из секций и вербовались новобранцы. В преступную деятельность вовлекалась всё большая доля населения. Количественные изменения преступности сопровождались качественными, увеличивалась общественная опасность и организованность преступности. В 2000-х радикальные методы преступных группировок сменились на более мягкие, их деятельность стала хорошо прикрываться. Криминогенная обстановка в Кузнецке остаётся сложной.
Но культурная жизнь не стоит на месте. С 1994 по 2005 годы муниципальным театром «Бум!» во главе с режиссёром А.Н. Калашниковым в городе проводятся 6 масштабных фестивалей уличных театров России и стран СНГ «Бумборамбия». Отреставрирована и открыта Вознесенская церковь (1842-1856). В 1999 году город официально установил дату своего основания — 7 февраля 1699 года, время открытия первой церкви в поселении Труёво, — и широко отметил своё трёхсотлетие.
Сегодняшний Кузнецк — это второй по величине индустриальный и культурный центр Пензенской области.